# Paul Lawless
Pour les articles homonymes, voir Lawless.
Paul Lawless (né le 2 juillet 1964 à Scarborough en Ontario au Canada) est un ancien joueur professionnel de hockey sur glace et brièvement par la suite un entraîneur.

## Carrière
Il commence sa carrière dans la ligue junior Ligue de hockey de l'Ontario avec les Spitfires de Windsor en 1981-82. À l'issue de cette première saison, il est choisi lors du repêchage d'entrée dans la Ligue nationale de hockey lors de la première ronde, 14e choix par les Whalers de Hartford. Il commence encore la saison suivante dans l'OHL avant de faire ses débuts avec les Whalers pour la fin de la saison de la LNH.
Néanmoins, lors de la saison suivante, il ne joue que 7 matchs dans la LNH avant de retourner jouer en junior. Avec 80 points, il finit dans la seconde équipe type de la saison. En 1985, il gagne enfin sa place dans l'effectif de l'équipe et lors de la saison suivante, il inscrit deux buts et réalise quatre aides lors du même match, un record de points au cours d'un même match pour l'équipe. Ce record sera égalé à deux reprises par Ron Francis par la suite, dont une fois quelques mois plus tard. À l'issue de la saison, l'équipe finit à la première place de la division Adams, pour la quatrième et dernière fois de leur histoire. L'équipe perd tout de même dès le premier tour des séries éliminatoires contre une autre ancienne équipe de l'Association mondiale de hockey, les Nordiques de Québec.
Lawless commence la saison 1987-1988 de la LNH avec les Whalers mais va rejoindre tour à tour les Flyers de Philadelphie puis les Canucks de Vancouver en retour, respectivement, de Lindsay Carson et de Willie Huber deux mois plus tard. Au cours ds saisons qui vont suivre, il va porter plusieurs maillots mais sans jamais réellement s'imposer dans la LNH. Il jouera dans la Ligue internationale de hockey, dans la Ligue américaine de hockey et même en Europe dans le championnat d'Autriche, en Italie, Suisse…
Au cours de la saison 1997-98, il devient entraîneur joueur de l'équipe des Ice Bats d'Austin qui évolue dans la WPHL. Il n'occupe le poste qu'une saison et met fin à sa carrière de joueur en 1999. En 2001-02, il occupe brièvement le poste d'entraîneur pour les Cyclones de Cincinnati, son ancienne équipe, qui joue alors dans l'ECHL.

## Statistiques
Pour les significations des abréviations, voir Statistiques du hockey sur glace.
| Saison     | Équipe                     | Ligue      |     | Saison régulière | Saison régulière | Saison régulière | Saison régulière | Saison régulière |    | Séries éliminatoires | Séries éliminatoires | Séries éliminatoires | Séries éliminatoires | Séries éliminatoires |
| Saison     | Équipe                     | Ligue      | PJ  | B                | A                | Pts              | Pun              | PJ               | B  | A                    | Pts                  | Pun                  |                      |                      |
| 1980-1981  | Raiders de Wexford         | OPJHL      | 40  | 38               | 40               | 78               |                  |                  |    |                      |                      |                      |                      |                      |
| 1980-1981  | Wexford Raiders            | OPJHL      | 4   | 3                | 1                | 4                | 2                |                  |    |                      |                      |                      |                      |                      |
| 1981-1982  | Spitfires de Windsor       | LHO        | 68  | 24               | 25               | 49               | 47               | 9                | 1  | 1                    | 2                    | 4                    |                      |                      |
| 1982-1983  | Spitfires de Windsor       | LHO        | 33  | 15               | 20               | 35               | 25               |                  |    |                      |                      |                      |                      |                      |
| 1982-1983  | Whalers de Hartford        | LNH        | 47  | 6                | 9                | 15               | 4                |                  |    |                      |                      |                      |                      |                      |
| 1983-1984  | Spitfires de Windsor       | LHO        | 55  | 31               | 49               | 80               | 26               | 2                | 0  | 1                    | 1                    | 0                    |                      |                      |
| 1983-1984  | Whalers de Hartford        | LNH        | 6   | 0                | 3                | 3                | 0                |                  |    |                      |                      |                      |                      |                      |
| 1984-1985  | Whalers de Binghamton      | LAH        | 8   | 1                | 1                | 2                | 0                |                  |    |                      |                      |                      |                      |                      |
| 1984-1985  | Golden Eagles de Salt Lake | LIH        | 72  | 49               | 48               | 97               | 14               | 7                | 5  | 3                    | 8                    | 20                   |                      |                      |
| 1985-1986  | Whalers de Hartford        | LNH        | 64  | 17               | 21               | 38               | 20               | 1                | 0  | 0                    | 0                    | 0                    |                      |                      |
| 1986-1987  | Whalers de Hartford        | LNH        | 60  | 22               | 32               | 54               | 14               | 2                | 0  | 2                    | 2                    | 2                    |                      |                      |
| 1987-1988  | Whalers de Hartford        | LNH        | 28  | 4                | 5                | 9                | 16               |                  |    |                      |                      |                      |                      |                      |
| 1987-1988  | Flyers de Philadelphie     | LNH        | 8   | 0                | 5                | 5                | 0                |                  |    |                      |                      |                      |                      |                      |
| 1987-1988  | Canucks de Vancouver       | LNH        | 13  | 0                | 1                | 1                | 0                |                  |    |                      |                      |                      |                      |                      |
| 1988-1989  | Admirals de Milwaukee      | LIH        | 53  | 30               | 35               | 65               | 58               |                  |    |                      |                      |                      |                      |                      |
| 1988-1989  | Maple Leafs de Toronto     | LNH        | 7   | 0                | 0                | 0                | 0                |                  |    |                      |                      |                      |                      |                      |
| 1989-1990  | HC Davos                   | LNB        | 36  | 8                | 21               | 29               | 29               | 10               | 13 | 13                   | 26                   |                      |                      |                      |
| 1989-1990  | Maple Leafs de Toronto     | LNH        | 6   | 0                | 1                | 1                | 0                |                  |    |                      |                      |                      |                      |                      |
| 1989-1990  | Saints de Newmarket        | LAH        | 3   | 1                | 0                | 1                | 0                |                  |    |                      |                      |                      |                      |                      |
| 1990-1991  | Lausanne HC                | LNB        | 36  | 26               | 29               | 55               |                  | 10               | 10 | 15                   | 25                   |                      |                      |                      |
| 1991-1992  | Lausanne HC                | LNB        |     |                  |                  |                  |                  |                  |    |                      |                      |                      |                      |                      |
| 1991-1992  | HC Bolzano                 | Série A    | 5   | 3                | 5                | 8                | 0                | 7                | 4  | 9                    | 13                   | 4                    |                      |                      |
| 1992-1993  | Graz 99ers                 | ÖEL        | 29  | 21               | 27               | 48               |                  |                  |    |                      |                      |                      |                      |                      |
| 1992-1993  | Senators de New Haven      | LAH        | 20  | 10               | 12               | 22               | 63               |                  |    |                      |                      |                      |                      |                      |
| 1992-1993  | Cyclones de Cincinnati     | LIH        | 29  | 29               | 25               | 54               | 64               |                  |    |                      |                      |                      |                      |                      |
| 1993-1994  | Cyclones de Cincinnati     | LIH        | 71  | 30               | 27               | 57               | 112              | 11               | 4  | 4                    | 8                    | 4                    |                      |                      |
| 1994-1995  | Cyclones de Cincinnati     | LIH        | 64  | 44               | 52               | 96               | 119              | 10               | 9  | 9                    | 18                   | 8                    |                      |                      |
| 1995-1996  | Cyclones de Cincinnati     | LIH        | 77  | 27               | 58               | 85               | 99               | 17               | 4  | 6                    | 10                   | 16                   |                      |                      |
| 1996-1997  | Cyclones de Cincinnati     | LIH        | 14  | 2                | 10               | 12               | 14               |                  |    |                      |                      |                      |                      |                      |
| 1996-1997  | Ice Bats d'Austin          | WPHL       | 30  | 11               | 35               | 46               | 54               | 6                | 2  | 4                    | 6                    | 26                   |                      |                      |
| 1997-1998  | Ice Bats d'Austin          | WPHL       |     |                  |                  |                  |                  |                  |    |                      |                      |                      |                      |                      |
| 1997-1998  | Ice Bats d'Austin          | WPHL       | 1   | 1                | 0                | 1                | 14               |                  |    |                      |                      |                      |                      |                      |
| 1998-1999  | Ice Bats d'Austin          | WPHL       |     |                  |                  |                  |                  |                  |    |                      |                      |                      |                      |                      |
| 1998-1999  | Ice Bats d'Austin          | WPHL       | 2   | 2                | 1                | 3                | 2                |                  |    |                      |                      |                      |                      |                      |
| Totaux LNH | Totaux LNH                 | Totaux LNH | 239 | 49               | 77               | 126              | 54               | 3                | 0  | 2                    | 2                    | 2                    |                      |                      |